# マックスバリュ高陽店
マックスバリュ高陽店 (マックスバリュこうようてん) は、広島県広島市安佐北区に所在し、株式会社フジが運営するショッピングセンターである。

## 概要
1983年2月に、高陽ニュータウン南隣の口田地区の団地内に、広島の地場スーパーであったみどり (現：フジ) の店舗の一つ「みどり高陽店」として開業した。
高陽ニュータウン周辺ではみどり・フジ・イズミの3社が店舗を計画していたが、1980年8月29日の『大規模小売店審議会 中国地方第二部会』でフジ・イズミの出店が認められたのに対してみどりは決定が保留された。このため、先行して開業していたフジショッピングスクエア高陽店 (現：フジグラン高陽) とイズミ高陽店 (現在は閉店) に比べ開業が遅れた。
1989年にザ・ビッグ高陽店に転換、2002年4月4日にマックスバリュ高陽店に転換をして現在に至る。

#### 広報資料・プレスリリースなど一次資料
1. ↑  マックスバリュ西日本株式会社チラシと店舗の情報 高陽店 - マックスバリュ西日本 (株) 公式サイト